# Xavier Dotras i Dotras
Xavier Dotras i Dotras (Canet de Mar, Maresme, 22 de novembre de 1965) és un pianista i compositor de jazz català.

## Biografia
Començà els seus estudis amb el seu pare, Jaume Dotras i Serrabella. Posteriorment, obtingué la titulació superior en música clàssica i jazz al Conservatori Superior Municipal de Música de Barcelona i a l'ESMuC (Escola Superior de Música de Catalunya) respectivament. La seva afició pel jazz i la música clàssica el portà a crear el seu propi trio (amb Toni Pujol i César Martínez) amb els quals gravà una sèrie de discs amb un estil peculiar i personal, amb influències que van del jazz a la música clàssica, mediterrània i tradicional catalana. En aquests discs hi col·laboraren el saxofonista i flautista Gorka Benítez i la cantant Carme Canela entre d'altres.
Destaca també en la seva trajectòria  l’associació amb el pianista empordanès Lluís Escuadra, amb el qual ha enregistrat un treball discogràfic (“Overture”).
Xavier Dotras ha aconseguit una llarga trajectòria d'actuacions entre les quals destaquen les del "Jazz Club Soho" (Londres, UK), Bath Music Festival (Bath, UK), el MIDEM (Canes, França), el Van Gogh Museum (Amsterdam, Holanda), Eurofest (Bucarest, Romania), Museumsuperfest (Frankfurt), Old Town Jazz Festival (Varsòvia, Polònia), Festival de jazz de Roma (Roma, Itàlia), Club B-Flat (Berlín, Alemanya) i les que habitualment ha ofert a l'històric club de la seva ciutat, el Jamboree de Barcelona i a diversos festivals de jazz de l'Estat Espanyol. Xavier Dotras també ha col·laborat amb altres formacions de jazz, blues, gospel i pop-rock, amb les que ha gravat diversos treballs. A banda de la faceta d'intèrpret, també dirigeix l'"Orfeó Misericòrdia" de Canet de Mar.
A part de la seva trajectòria com a compositor de jazz també cal citar la seva obra coral entre la qual hi destaca l’obra simfònica “Missa 1919”, estrenada l’any 2019 per l’Orfeó Misericòrdia i l’Orquestra de Cambra de Granollers.
Ha estat professor de música en centres de secundària.
Xavier Dotras és graduat en enginyeria però no ha exercit mai en aquest camp.

## Enregistraments
- Retrospectives (PAE 2004), Xavier Dotras Trio
- Nit (PICAP 2006), Xavier Dotras Trio
- Vincent (PICAP 2009), Xavier Dotras Trio
- Preludes (PICAP 2011), Xavier Dotras Trio
- La Maison Jaune (PICAP 2013), Xavier Dotras Trio
- Paintings (PICAP 2015), Xavier Dotras Trio
- Bottom Drawer and Covers (Gravity Music 2014), amb Neil Geoffrey
- Overture (PICAP 2018). D.E.F. Project amb Dani Forcada, Lluís Escuadra i Javier Juanco
- Lieder (PICAP 2023), amb Carme Canela i Gessamí Boada